# Электронный проездной билет

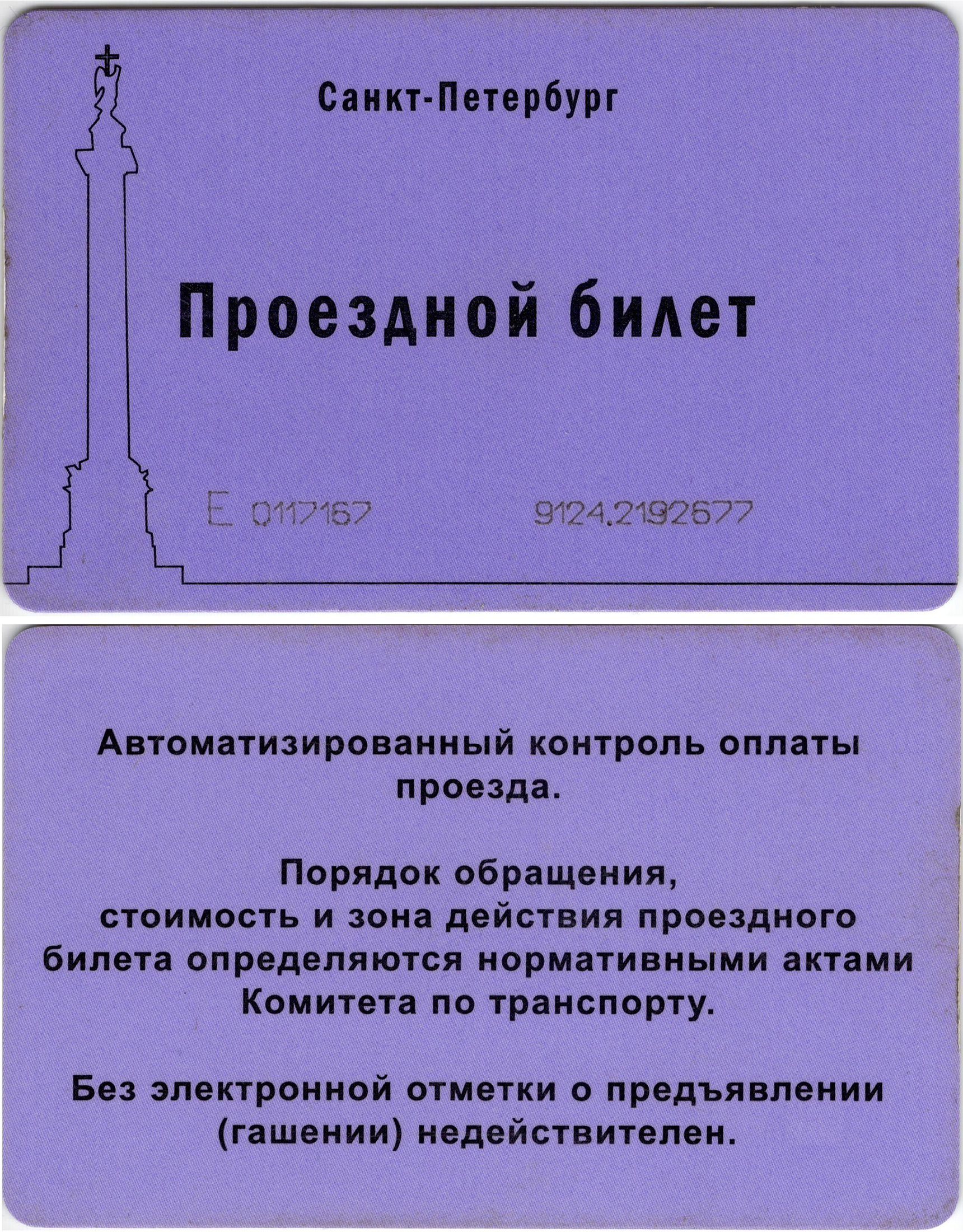
Единый электронный проездной билет общественного транспорта Санкт-Петербурга

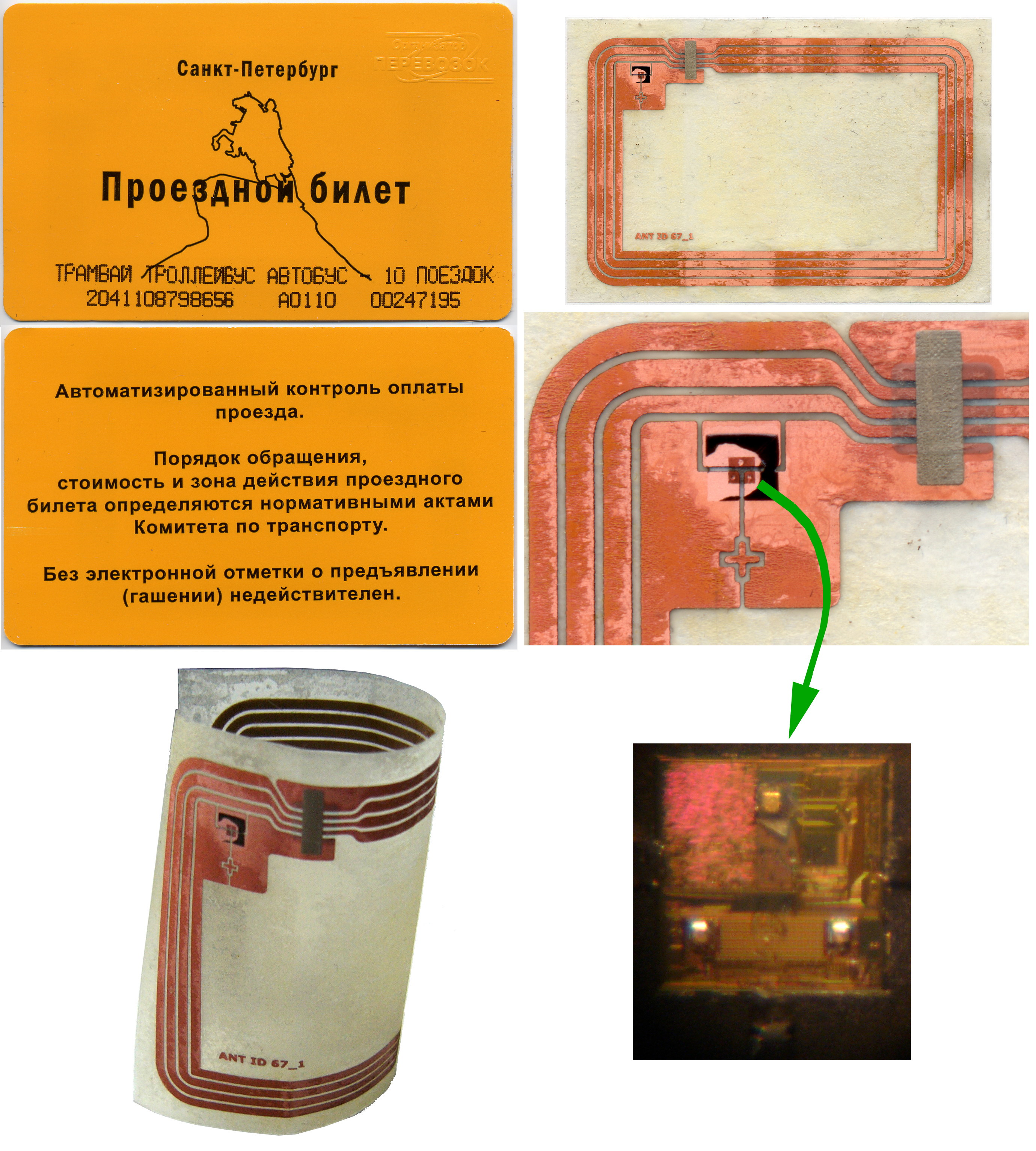
Петербургский электронный проездной билет на бумажной основе (трамвай, троллейбус, автобус, 10 поездок)

Электронный проездной билет — это вид проездного билета на основе бесконтактной электронной пластиковой карты. Подобный вид проездного билета введён уже во многих городах. Такой проездной документ не нужно покупать каждый месяц, достаточно пополнять его в кассе или терминале самообслуживания. Во многих городах существуют проездные билеты на отдельные виды транспорта. Однако с электронным проездным билетом можно изменить набор видов транспорта, правда, только по истечении срока действия предыдущего проездного, записанного на карту.
В отличие от бумажного, электронный проездной билет имеет ряд преимуществ:
- срок действия проездного (30 дней) может начинаться с любого дня месяца,
- он позволяет произвести наиболее точный учёт количества пассажиров в общественном транспорте.

Считывание информации с электронного проездного документа производится при помощи мобильного терминала у билетного кассира-контролёра, или стационарного валидатора.